# لیلی بنت لکیز
لیلی بنت لکیز (عربی: لَيْلَى بنت اُكِيْز‎‎؛ – تاریخ ورودی نامعتبر است) شاعر عرب عصر جاهلیت بود.